# Министерство технологий Шри-Ланки
Министерство технологий Шри-Ланки руководит разработкой и осуществлением политики в области реализации, регулирования и роста науки и техники в Шри-Ланке.
Министерство не несет ответственности за высшее образование, которое подпадает под Министерство высшего образования, однако институт система высшего образования лежит на плечах министерства.

## Учреждения
- Институт информационных технологий Шри-Ланки
- Национальный научный фонд Шри-Ланки
- Центр современных технологий Артура Кларка
- Администрация атомной энергии
- Промышленный технологический институт
- Национальная научная комиссия по технологиям
- Национальной инженерный научно-исследовательский центр
- Планетарий Шри-Ланки